# Lipovec (Rimavská Sobota)
Lipovec, ungarisch Gömörlipóc (bis 1907 Lipóc) ist eine Gemeinde in der südlichen Mittelslowakei mit 90 Einwohnern (Stand 31. Dezember 2024), die im Okres Rimavská Sobota, einem Kreis des Banskobystrický kraj, liegt und zur traditionellen Landschaft Gemer gehört.

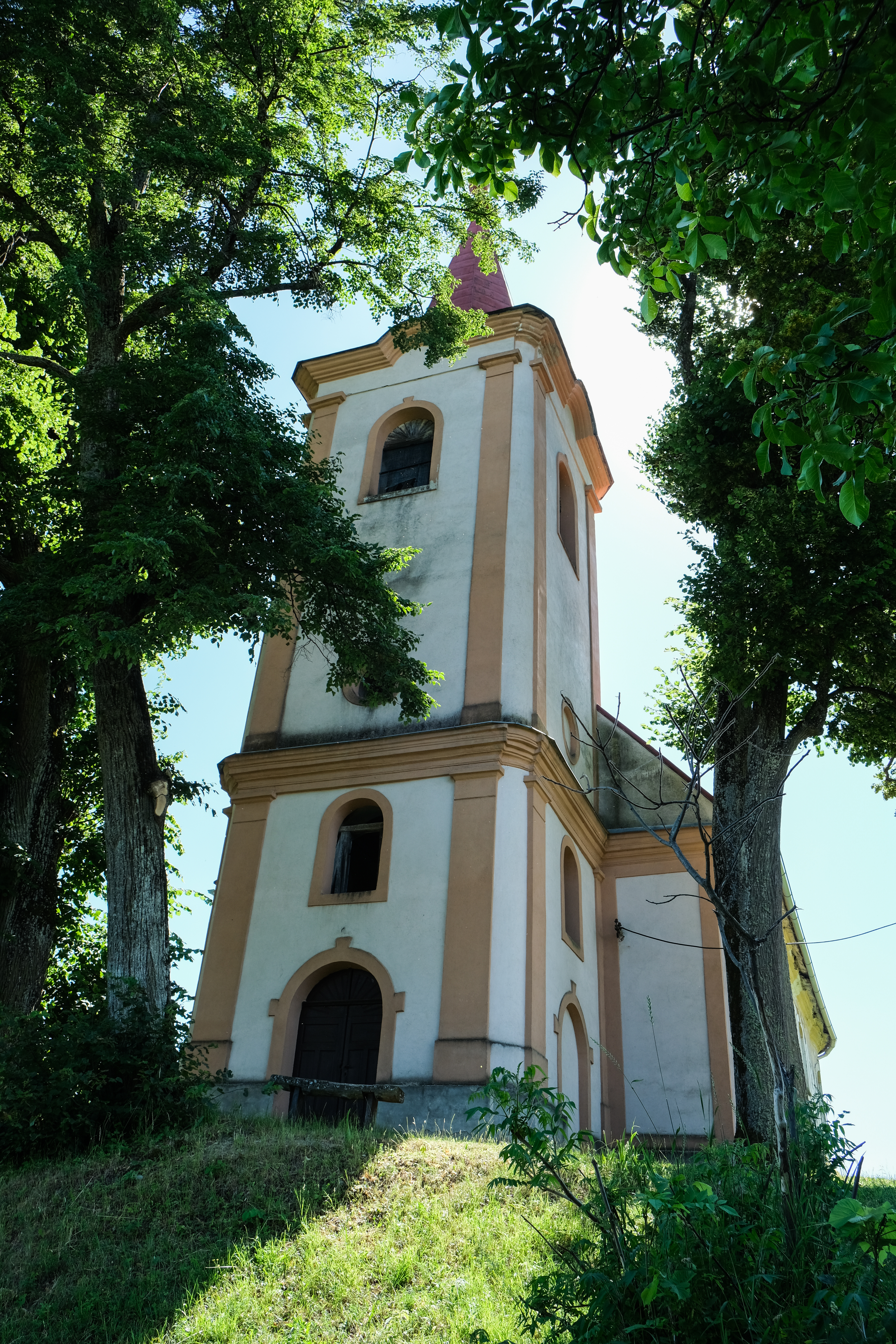
Evangelische Kirche

## Geographie
Die Gemeinde befindet sich im Bergland Revúcka vrchovina innerhalb des Slowakischen Erzgebirges, auf einem Rücken zwischen den Tälern des Blh westlich und Drienok östlich des Ortes. Das Ortszentrum liegt auf einer Höhe von 528 m n.m. und ist 26 Kilometer von Rimavská Sobota entfernt.
Nachbargemeinden sind Potok im Westen und Norden, Ratkovská Lehota im Nordosten, Rybník im Osten und Südosten, Slizké im Süden und Hrušovo im Südwesten.

## Geschichte
Lipovec wurde zum ersten Mal 1413 als Lypolch schriftlich erwähnt. 1427 gab es hier sieben Porta. Das Dorf war Besitz der Familie Berencsényi, ab dem 17. Jahrhundert gehörten die Ortsgüter verschiedenen landadligen Familien. 1773 wohnten in Lipovec 16 leibeigene Bauern- und 32 Untermieterfamilien, 1828 zählte man 40 Häuser und 338 Einwohner, die als Schaf- und Viehhalter, Haushandwerker sowie Saisonarbeiter in tiefer gelegenen Teilen des Königreichs Ungarn beschäftigt waren.
Bis 1918/19 gehörte der im Komitat Gemer und Kleinhont liegende Ort zum Königreich Ungarn und kam danach zur Tschechoslowakei beziehungsweise heute Slowakei.

## Bevölkerung
| Jahr                | 1994 | 2004    | 2014     | 2024     |
| ------------------- | ---- | ------- | -------- | -------- |
| Anzahl der Personen | 83   | 76      | 102      | 90       |
| Unterschied         |      | −8,43 % | +34,21 % | −11,76 % |

| Jahr                | 2023 | 2024    |
| ------------------- | ---- | ------- |
| Anzahl der Personen | 86   | 90      |
| Unterschied         |      | +4,65 % |

Gemäß der Volkszählung 2011 wohnten in Lipovec 97 Einwohner, davon 51 Slowaken, 26 Magyaren, zwei Russen sowie jeweils ein Deutscher und Rom. 16 Einwohner machten keine Angabe zur Ethnie.
55 Einwohner bekannten sich zur römisch-katholischen Kirche, 15 Einwohner zur Evangelischen Kirche A. B. und drei Einwohner zur orthodoxen Kirche. Zwei Einwohner bekannten sich zu einer anderen Konfession, fünf Einwohner waren konfessionslos und bei 17 Einwohnern wurde die Konfession nicht ermittelt.

## Baudenkmäler
- evangelische Toleranzkirche im klassizistischen Stil aus dem Jahr 1793[6]